# 詹庆元
詹庆元（1970年—），男，中国内科学博士，教授，博士生导师。研究方向为呼吸与危重症医学。现任中日友好医院主任医师。

## 经历
1993年毕业于华西医科大学医学院，获临床医学学士学位。毕业后在北京协和医院工作，担任核医学科住院医师。1999年毕业于首都医科大学，获内科学硕士学位。此后历任首都医科大学附属朝阳医院住院医师、主治医师、副主任医师、主任医师。2004年获首都医科大学内科学博士学位。2005年入选北京市科技新星，2010年入选首批北京市卫生系统高层次卫生技术骨干人才。2010年12月至2011年3月，在美国密西根大学医学院学习體外膜氧合技术。2013年起，历任中日友好医院重症医学科、呼吸与危重症医学科四部与五部主任医师，呼吸中心副主任。2017年10月赴美国参加2017年哈佛大学重症医学研修项目。

## 观点
- 重症监护室将成为综合医院或者大型医院里最大的科室[4]。
- 2019冠状病毒病的已治愈患者仍有二次感染风险[5]。

## 出版物
主译《West呼吸生理学精要》《哈里森内科学·呼吸与危重症医学分册》《ICU气道湿化精要》等。